# Unabhängigkeitstag (Kroatien)

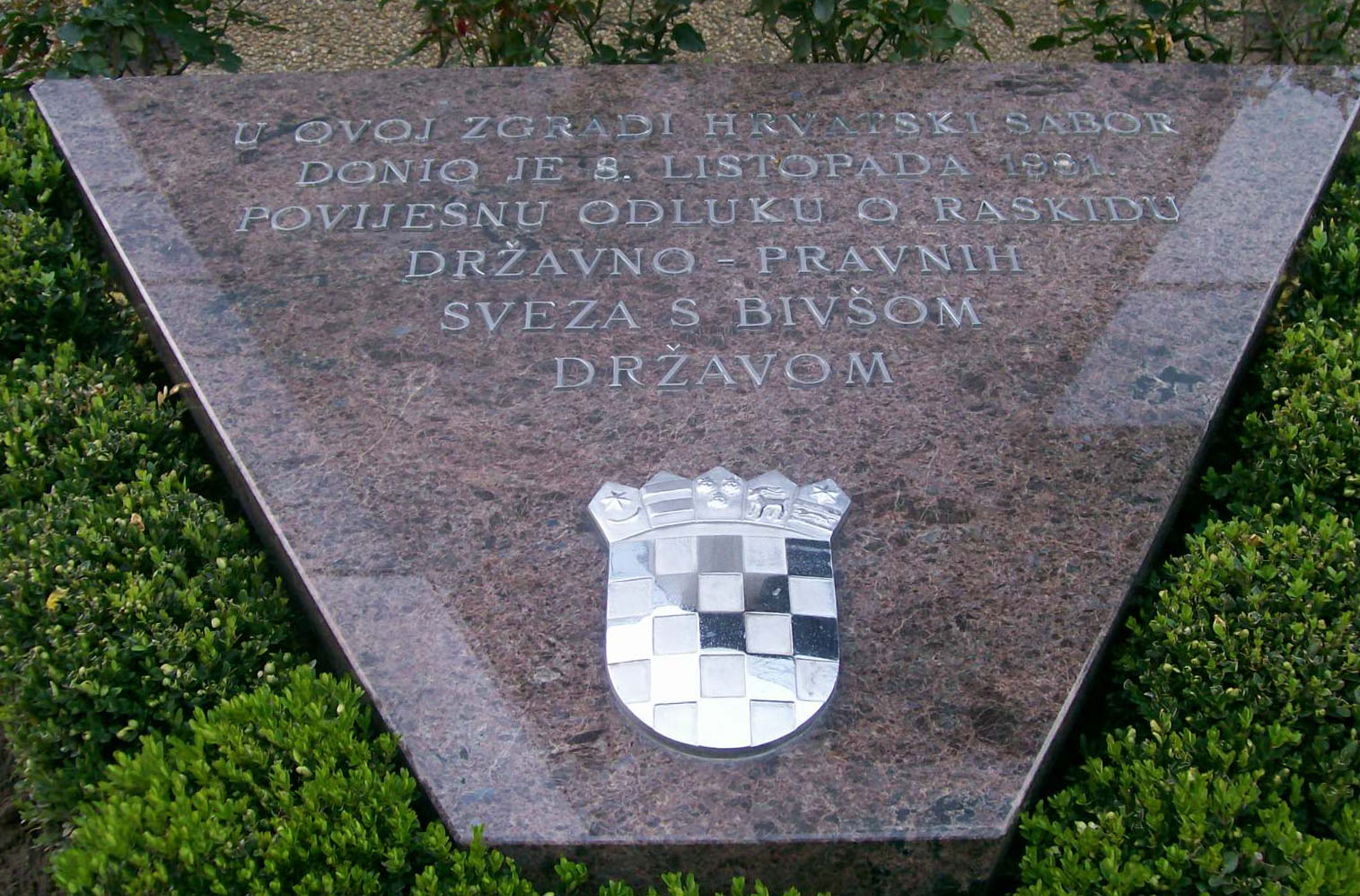
Gedenktafel vor dem INA-Gebäude, in dem die historische Sitzung aus Sicherheitsgründen abgehalten wurde.
Aufschrift: „In diesem Gebäude kam der kroatische Sabor zur historischen Entscheidung der Einstellung aller staatsrechtlichen Beziehungen mit dem ehemaligen Staat.“

Der Unabhängigkeitstag (kroatisch Dan neovisnosti) wird in Kroatien am 8. Oktober eines jeden Jahres als nationaler Feiertag begangen.
Er wird in Erinnerung an den Tag und das Jahr 1991 begangen, als das kroatische Parlament (Sabor) den Entscheid über den Abbruch aller staatsrechtlichen Verbindungen der Republik Kroatien mit dem jugoslawischen Staat einstimmig beschloss.
Das Parlament stellte fest, dass die selbständige Republik Kroatien keines der staatlichen Organe Jugoslawiens mehr als legitim und legal anerkennt und auch keine Rechtsakte irgendeines Organs, welches vorgibt, im Namen der ehemaligen, nicht mehr existierenden jugoslawischen Föderation zu agieren.
Das kroatische Parlament kam zu dieser Entscheidung, nachdem am Vortag ein dreimonatiges Moratorium zur Souveränität und Selbständigkeit abgelaufen war. Das Moratorium war vom Parlament am 25. Juni 1991 (Staatsfeiertag) beschlossen worden. Es basierte auf der Deklaration von Brioni vom 7. Juli und auf dem Wunsch der Europäischen Gemeinschaft (EG), die das Auseinanderdriften der jugoslawischen Staaten und die damit verbundene Krise auf friedlichem Wege lösen wollte. Noch am selben Tag wurde das historische Zentrum der kroatischen Hauptstadt Zagreb und der Amtssitz der kroatischen Staatsführung von Flugzeugen der jugoslawischen Volksarmee bombardiert.  
Aus Sicherheitsgründen wurde daher die historische Sitzung aller drei Kammern des Parlaments am 8. Oktober 1991 im Keller des Gebäudes der kroatischen Erdölindustrie INA abgehalten.